# Bocholter-Borkener Volksblatt
Das Bocholter-Borkener Volksblatt (BBV) ist eine 1871 als Bocholter Volksblatt gegründete Tageszeitung. Das Verbreitungsgebiet umfasst die Städte Bocholt, Rhede und Isselburg sowie Teile von Hamminkeln.

## Verlag
Das BBV erscheint im Temming Verlag, Europaplatz 24–28, 46399 Bocholt. Die verkaufte Auflage beträgt 20.750 Exemplare, ein Minus von 20,3 Prozent seit 1998. In großen Teilen seines Verbreitungsgebietes besitzt das BBV eine Monopolstellung als lokale Tageszeitung (siehe Einzeitungskreis).
Im Temming Verlag erscheint außerdem das hauseigene Anzeigenblatt Stadt-Kurier.
Den Mantel bezieht das BBV seit dem 1. Januar 2019 nach zehnjähriger Unterbrechung wieder von der Rheinischen Post aus Düsseldorf, zuvor von den Westfälischen Nachrichten aus Münster (Kopfblatt).

## Auflage
Das Bocholter-Borkener Volksblatt hatte wie die meisten deutschen Tageszeitungen  bis 2018 an Auflage eingebüßt. Der Anstieg 2018 geht auf verkaufte elektronische Zeitungen zurück. Die verkaufte Auflage ist in den vergangenen 10 Jahren um durchschnittlich 0,1 % pro Jahr gesunken. Im vergangenen Jahr hat sie um 5,7 % abgenommen. Sie beträgt gegenwärtig 20.750 Exemplare. Der Anteil der Abonnements an der verkauften Auflage liegt bei 70,7 Prozent.
| 1998  | 1999  | 2000  | 2001  | 2002  | 2003  | 2004  | 2005  | 2006  | 2007  | 2008  | 2009  | 2010  | 2011  | 2012  | 2013  | 2014  | 2015  | 2016  | 2017  | 2018  | 2019  | 2020  | 2021  | 2022  | 2023  | 2024  |
| ----- | ----- | ----- | ----- | ----- | ----- | ----- | ----- | ----- | ----- | ----- | ----- | ----- | ----- | ----- | ----- | ----- | ----- | ----- | ----- | ----- | ----- | ----- | ----- | ----- | ----- | ----- |
| 26022 | 26039 | 25341 | 24975 | 24712 | 24521 | 24526 | 24081 | 23911 | 23782 | 23518 | 23274 | 23216 | 23113 | 22152 | 21895 | 21470 | 21162 | 20732 | 20230 | 27622 | 26078 | 25450 | 24675 | 23544 | 22548 | 21258 |

## Neue Medien
Das BBV unterhält seit 1998 eine eigene Homepage. Nachdem diese zunächst ab Januar 2010 in Zusammenarbeit mit den "Westfälischen Nachrichten" entstand, betreut das BBV seine Internetseite seit Januar 2012 eigenständig, mit dem Schwerpunkt auf lokalen Inhalten. Seit Juni 2013 sind die Inhalte der Homepage nur für Abonnenten zugänglich. Zugleich brachte das BBV ein E-Paper und eine App für Tablets auf den Markt, im November 2013 folgte eine App für Smartphones.
Seit Februar 2008 produzierte das Bocholter-Borkener Volksblatt täglich Videos über lokale Themen. Hierfür wurde eigens eine neue Medienabteilung gegründet. Seit 2008 erschienen die Videobeiträge stets in Verbindung mit bestehenden Webartikeln.

## Auszeichnungen
Für den in Eigenregie produzierten Teil belegte der Verlag den ersten Platz beim „Ifra crossmedia award 2007“ in der Kategorie „Kleine Verlage“. Neben dem Online-Bereich für junge Menschen – „Die Q“ – wurde unter anderem auch das Internetfernsehen des BBV ausgezeichnet. Im Folgejahr wird der Verlag erneut geehrt: Für den Wettbewerb „Das Model 2008“ erringt das BBV Platz zwei beim „Ifra crossmedia award 2008“.

## Bekannte Journalisten
Bei der Zeitung absolvierte Jost Springensguth sein Redaktionsvolontariat und arbeitete als Sport- und Lokalredakteur. Springensguth wurde später Chefredakteur der Westfälischen Nachrichten und war von 2000 bis 2009 Chefredakteur der Kölnischen Rundschau. Mittlerweile ist er als Kommunikationsberater tätig.